# Oxytropis fominii
Oxytropis fominii är en ärtväxtart som beskrevs av Aleksandr Alfonsovitj Grossgejm. Oxytropis fominii ingår i släktet klovedlar, och familjen ärtväxter. Inga underarter finns listade i Catalogue of Life.